# Даніель Вавра
Деніел Вавра (чеськ. Daniel Vávra) (нар. 2 вересня 1975 Рихно-над-Кнєжной, Чехословацька-СР) — чеський творець відеоігор, режисер, дизайнер і співзасновник Warhorse Studios. Найбільш відомий як творець екшн-ігор «Мафія» та «Mafia II», а також середньовічної рольової гри Kingdome Come: Deliverance.

## Життєпис
Деніел Вавра народився 1975 року в місті Рихнов-над-Кнєжной і згодом переїхав у столицю Чехії — Прагу. У Деніела присутні єврейські коріння. З самого дитинства Ден захоплювався комп'ютерами, він малював комікси, фотографією і письменством, до чого підштовхнув його дід, відомий кінематографіст. У ранньому віці він навчався в школі прикладного мистецтва у Турнові і почав свою кар'єру графічного дизайнера в рекламній компанії TIPA. Деніел написав багато статей для чеського ігрового журналу Level і для багатьох інших. Також Деніел Вавра є пристрасним гравцем у пейнтбол. Він також був активним демосценером під псевдонімом Hellboy як частина групи Broncs. До всього іншого Деніел має двох англійських бультер'єрів.

### Illusion Softworks/2K Czech
У 1998 році Ден Вавра почав свою роботу в Illusion Softworks 2D-художником. Його першим проектом стала гра Hidden and Dangerouse, в якій він займався дизайном текстур. Наступним проектом Mafia: The City of Lost Heaven Ден взяв на себе роль провідного дизайнера, сценариста і режисера. Пізніше він став провідним лицем празької дочірньої компанії Illusion Softworks і працював над Wings of War, випущеній в 2004 році.
У 2005 році Деніел працював над Hi-Tech шутером від третьої особи, вихід якої відмінився. Останній проект Ваври в рамках компанії Illusion Softworks (пізніше 2K Czech) була Mafia II, яка стала продовженням однойменної гри. Ден залишив компанію в 2009, за рік до виходу Mafia II через конфлікт з компанією, яка в свою чергу, квапила концерн, в результаті чого було вирізано багато матеріалу, а також були випущені досить суперечливі доповнення.

### Warhorse Studios
У 2011 році Даніель Вавра став одним із співзасновників Warhorse Studios. У 2014 році компанією була анонсована гра середньовічної тематики Kingdom Come: Deliverance, яка включала в себе елементи екшн-РПГ з інноваційною системою фехтування. Гра розроблялася на основі Cry Engine 3. Вихід гри був призначений на 2015 рік, але незважаючи на підтримку Kickstarter, вихід гри був перенесений на невизначений термін. Нарешті дебют компанії Warhorse Studios побачив світ 13 лютого 2018 року, а також вийшли три доповнення протягом року і два протягом 2019 року.

## Політичний погляд
Деніель є затятим критиком цензури і за його словами ця критика є прогресивним ухилом в журналістиці відеоігор, незважаючи на звинувачення розробника у сексизмі. І ця думка має чимало прихильників. Також Даніель Вавра запустив свій протестний хештег #GamerGate який свідчить про його прогресивну журналістську позицію.
У 2012 році Вавра очолив акцію протесту проти арешту Івана Бухти і Мартіна Пезлара, розробника Bohemia Interactive Arma 3, арештованого під час їх відпустки на грецькому острові Лемнос. Акція протесту пройшла біля посольства Греції в Празі.

## Відеоігри
- Hidden &amp; Dangerous (1999), Illusion Softworks
- Mafia: The City of Lost Heaven (2002), Illusion Softworks — сценарист-режисер, звукорежисер[9]
- Mafia II (2010), 2K Czech — графічний дизайнер, сценарист
- Kingdom Come: Deliverance (2018), Warhorse Studios режисер, головний режисер, звукорежисер
- Kingdom Come: Deliverance II (2025) — Warhorse Studios - режисер, головний сценарист

## Фільмографія
- Середньовіччя